# Тамбо
Та́мбо, Апурі́мак (ісп. Tambo, Apurímac) — річка в Перу, ліва складова річки Укаялі, правої твірної річки Амазонка. Бере початок біля гори Невадо-Місмі на східних схилах Кордильєра-Чила, частини Кордильєри-Орієнталь Анд, під назвою Апурімак. Після впадіння річки Мантаро називається Ене, яка після злиттям із річкою Перене отримує назву Тамбо.
Довжина річки становить 1 071 км. Площа басейну становить 125 тис. км². Пересічні витрати води — 2,9 тис. м³/с.

## Апурімак
Апурі́мак (ісп. Río Apurímac, від apu — «божествений» і rimac — «провісник») виникає в результаті танення льодовика на схилах Невадо-Місмі на відстані близько 160 км від узбережжя Тихого океану, на південь від міста Куско. Довжина річки 731 км. Іноді вважається головним витоком Амазонки.

## Ене
Е́не (ісп. Ene) — річка утворюється в результаті злиття двох річок Апурімак та Мантаро (12°15′45″ пд. ш. 73°58′30″ зх. д. / 12.26250° пд. ш. 73.97500° зх. д.). Має довжину 181 км.

## Тамбо
Тамбо (ісп. Tambo) утворюється після злиття річки Ене з річкою Перене біля міста Пуерто-Прадо (11°09′39″ пд. ш. 74°14′48″ зх. д. / 11.16083° пд. ш. 74.24667° зх. д.). Довжина річки становить 159 км.